# Bubnové z Hrádku
Bubnové z Hrádku byli českým šlechtickým rodem. Patřili k rytířskému stavu a svůj přídomek odvozovali od hradu Buben u Plzně. 

## Historie

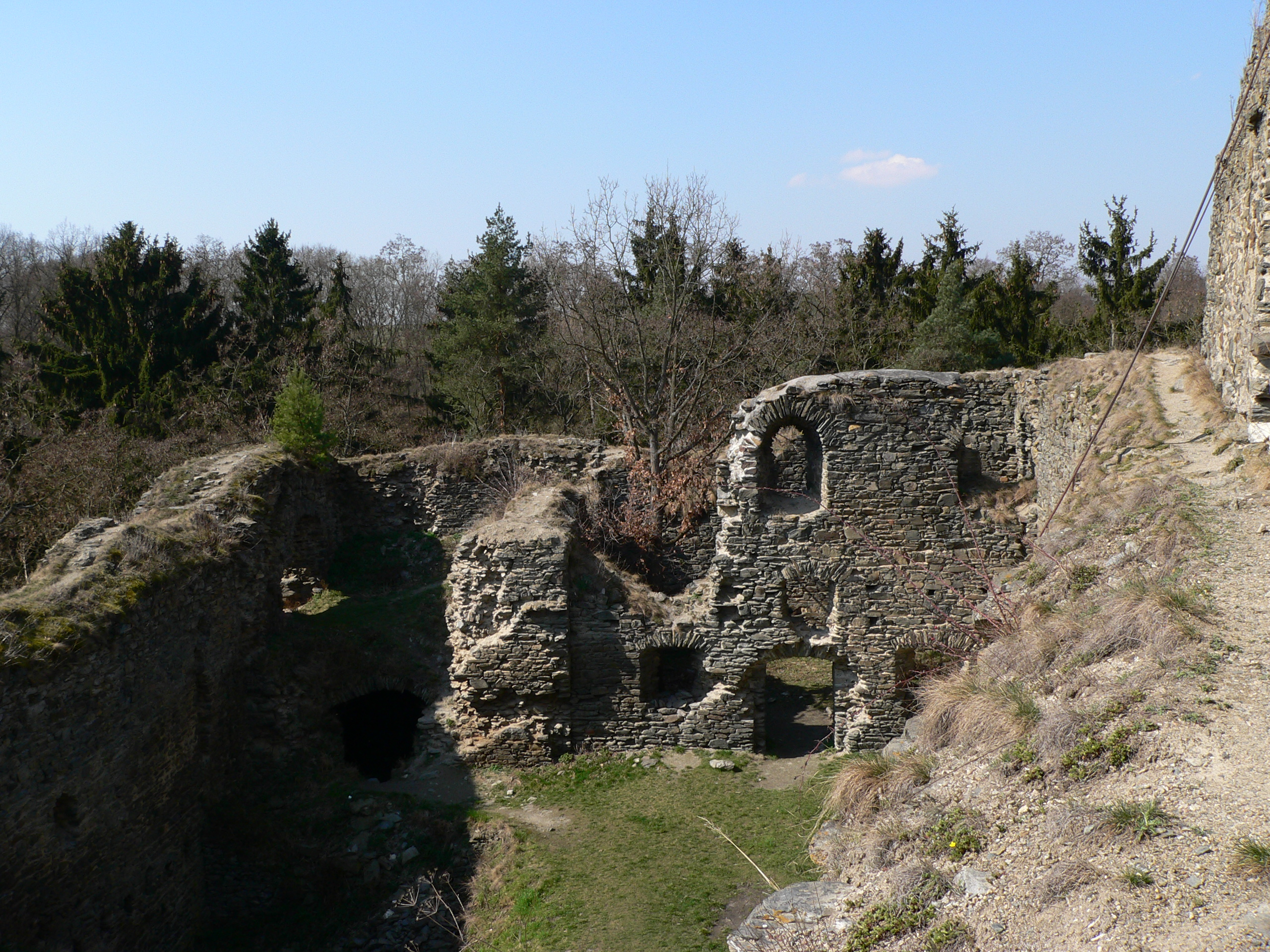
Hrad Buben, pohled k hlavnímu zachovalému paláci v zadní části hradu ve směru od někdejší hlavní (třetí) brány.

Hrádkem ve jméně Bubnů z Hrádku byl myšlen hrad Buben, kterému se tak do sklonku 15. století říkalo. Hrádek byl v té době alternativou oficiálního a více používaného jména Buben. Bubny byli členové rodu taktéž dle hradu Buben, a také podle znamení bubnu, který někteří členové měli ve svém erbu. Podle tohoto bubnu v erbu snad mohl dostat hrad Buben i svůj zvláštní název. Erb s bubnem nosil např. Stach Buben z Hrádku, vlastnící na přelomu 14. a 15. století v okolí hradu Buben statek a tvrz Dolany.
Rod se v pramenech vyskytuje od 14. století, kdy zřejmě hrad Buben také založil. Před rokem 1379 však o Buben přišel a v kraji mu zůstaly jen menší statky. Rodina se později (v 16. století) rozdělila na dva známé rody, kterými byli rytíři a baroni Varlichové z Bubna a dodnes žijící hrabata Bubnové z Litic. Oba dva rody si podržely jméno hradu Buben nejen ve svém tradičním jménu či přídomku, ale i v erbu. 

## Erb
Erbem byla původně prostá, někdy také údajně ohnivá koule. Někteří členové rodu ovšem v erbu nosili již ve 14. století, jak je výše zmíněno, mluvící znamení bubnu. Ten se v rodě v obou liniích (tj. u Varlichů z Bubnu i u pánů Bubnů z Litic) ustálil v polovině 16. století. V roce 1629 Bubnové z Litic erb ještě rozmnožili, kdežto Varlichové nadále nosili prostý vojenský buben.